# The Boston Post
The Boston Post est un ancien quotidien de la Nouvelle-Angleterre, fondé en novembre 1831 par deux éminents hommes d'affaires de Boston, Charles G. Greene et William Beals et qui fut publié jusqu'en 1956.
Edwin Grozier racheta le journal en 1891. En deux décennies, il en fit le plus grand journal de Boston et de la Nouvelle-Angleterre. Grozier souffrit d'une dépression physique totale en 1920 et confia le contrôle du Post à son fils, Richard qui hérita du journal à la mort d’Edwin en 1924. Sous la direction du jeune Grozier, le Boston Post devint l’un des plus grands journaux du pays. À son apogée, dans les années 1930, il dépassait largement le million de lecteurs. Au même moment, Richard Grozier souffrit d'une dépression nerveuse à la suite du décès de sa femme en couches, dont il ne se remit jamais.
Tout au long des années 1940, confronté à la concurrence croissante des journaux dirigés par Hearst à Boston et à New York et des informations radiophoniques et télévisées, le journal commença un déclin dont il ne se releva jamais.
Lorsqu'il cessa de paraître en octobre 1956, son tirage quotidien était de 230 000 exemplaires.

## Contributeurs célèbres
- Olin Downes, critique musical
- Richard Frothingham, Jr., historien, journaliste et homme politique du Massachusetts, qui était propriétaire et rédacteur en chef du Boston Post
- Frederick E. Goodrich, journaliste et personnalité politique qui a travaillé pour le Post pendant 54 ans, dont cinq ans en tant que rédacteur en chef[2]
- Robert F. Kennedy, procureur général des États-Unis et sénateur américain ; correspondant du Boston Post en 1948, 1951[3],[4]
- Bernard G Richards
- Kenneth Roberts
- Olga Van Slyke Owens Huckins, rédactrice littéraire, 1941–1954. La lettre de Huckins à Rachel Carson a inspiré le livre Printemps silencieux.
- Newton Newkirk fut embauché par le Post en 1901 et produisit la bande dessinée Bingfield Bugleville qui donna son nom à Bing Crosby

## Supplément «Sunday Magazine»

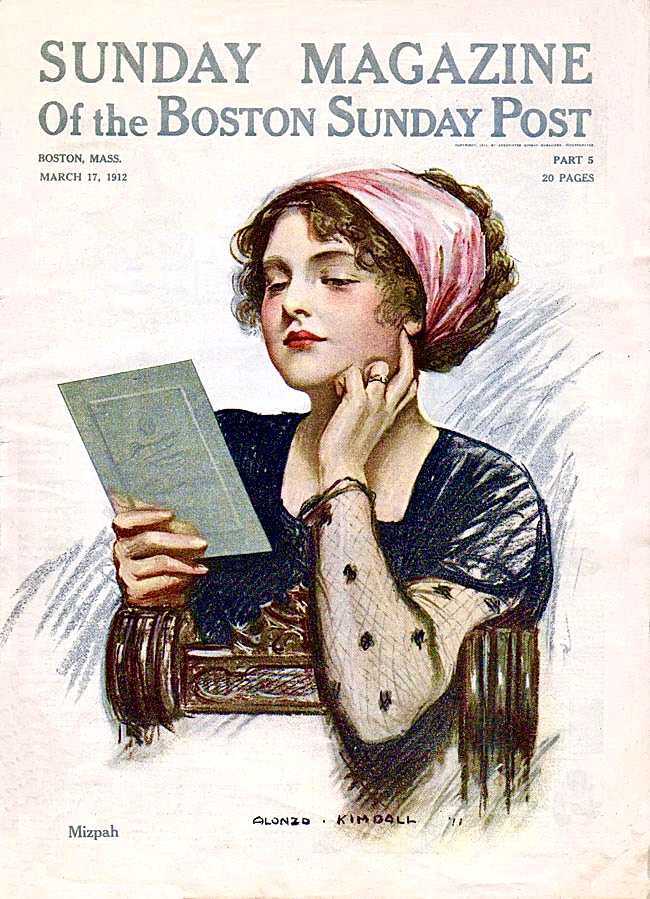
Couverture par Alonzo Myron Kimball, 1912

De 1904 à 1916, le « Sunday Magazine » fut un supplément syndiqué régulier des éditions dominicales de journaux de diverses villes des États-Unis, notamment The Boston Post, The Philadelphia Press, New-York Tribune, Chicago Tribune, St. Louis Republic, Detroit Free Press et Minneapolis Journal. Le supplément de Boston s'intitulait initialement « Sunday Magazine du Boston Sunday Post » ; plus tard, « Boston Sunday Post Sunday Magazine ». Le périodique régulier de 20 pages avait un format de type magazine qui était presque identique aux versions qui accompagnaient les autres grands journaux au début des années 1900, avec la même illustration de couverture, les mêmes articles, les mêmes nouvelles, les mêmes feuilletons et les mêmes publicités.

## Prix Pulitzer
En 1921, le Boston Post reçoit le prix Pulitzer pour son enquête et sa révélation de la fraude financière de Charles Ponzi. Celui-ci fut démasqué pour la première fois par un travail d'enquête mené par Richard Grozier, alors éditeur par intérim, et Edward Dunn, longtemps rédacteur en chef pour la ville, après des plaintes de Bostoniens selon lesquelles les bénéfices offerts par Ponzi étaient « trop beaux pour être vrais ». C'était la première fois qu'un journal de Boston remportait un prix Pulitzer, et ce fut le dernier prix Pulitzer pour le service public décerné à un journal de Boston jusqu'à ce que le Globe le remporte en 2003.

## Tradition de la canne duBoston Post
En 1909, sous la direction d'Edwin Grozier, le Boston Post lança son coup publicitaire le plus célèbre. Le journal fit fabriquer 700 cannes ornées, avec un manche en ébène et un capuchon en or, et contacta les élus des villes du Maine, du Massachusetts, du New Hampshire et du Rhode Island. Les cannes du Boston Post furent remises aux élus avec la demande que les cannes soient présentées lors d'une cérémonie à l'homme le plus âgé de la ville. La coutume a été étendue aux femmes les plus âgées de la communauté en 1930. Plus de 500 villes de la Nouvelle-Angleterre perpétuent encore la tradition des cannes du Boston Post avec les cannes originales qui leur ont été attribuées en 1909.

## Premier usage du terme OK
Selon le lexicographe anglais HW Fowler (en), la première occurrence enregistrée du terme OK a été faite dans le Boston Morning Post de 1839.

## Galerie photos

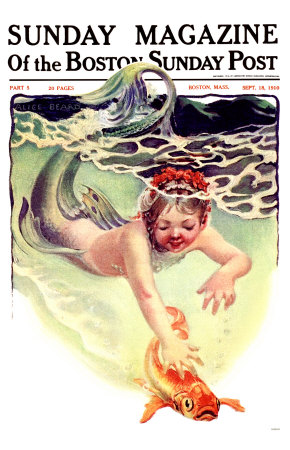
« Magazine du dimanche du Boston Sunday Post » (18 septembre 1910)
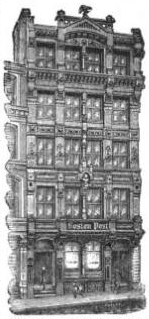
Le bâtiment du Boston Post, 15–17 Milk Street, Boston, Massachusetts
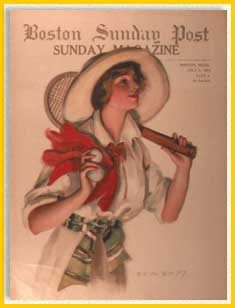
« Boston Sunday Post Sunday Magazine » (5 juillet 1914)